# Vlajka Arizony

Arizonská vlajka
Poměr stran: 2:3

Vlajka Arizony, jednoho z federálních států USA, je tvořena listem o poměru stran 2:3, uprostřed má pěticípou hvězdu v barvě mědi.[Ve vexilologii se neužívají kovy,  zřejmě oranžová] Hvězda zaujímá polovinu výšky vlajkového listu.[ujasnit] Spodní polovina vlajky je modrá (ve stejném odstínu jako má vlajka Spojených států amerických, tzv. liberty blue) jako voda řeky Colorado). V horní části vychází z hvězdy střídavě sedm červených a šest žlutých paprsků.
Barva hvězdy připomíná nerostné bohatství Arizony (představuje federální stát jako největšího producenta mědi v USA). Paprsky symbolizují západ slunce. Třináct paprsků je zvoleno podle počtu původních států Unie (Třináct kolonií), červená a žlutá jsou národní barvy Španělska, byly zvoleny na paměť výpravy prvních Evropanů do této oblasti, kterou v roce 1540 vedl Francisco Vásquez de Coronado. Modrá a zlatá jsou také oficiálními státními barvami Arizony.

## Historie
Arizonská vlajka byla navržena v roce 1911 důstojníkem Národní gardy Charlesem Wilfridem Harrisem pro arizonskou reprezentaci na střeleckých závodech a první exemplář ušila Nan Haydenová, manželka kongresmana Carla Haydena. Arizonský zákonodárný sbor tuto vlajku schválil jako oficiální symbol státu 27. února 1917, pět let poté, co se Arizona stala členským státem Unie.